# ボゴモロフ・宮岡・ヤウの不等式
数学では、ボゴモロフ・宮岡・ヤウの不等式(Bogomolov–Miyaoka–Yau inequality)は、コンパクトな一般型複素曲面のチャーン数についての不等式
{\displaystyle c_{1}^{2}\leq 3c_{2}\ }
のことである。主要な興味は、代数曲面の基礎となっている実 4-次元多様体の可能な位相形を限定したいがためである。この不等式は、シン＝トゥン・ヤウ（丘成桐）S.-T. Yau (1977, 1978)、 宮岡洋一Yoichi Miyaoka (1977)により証明され、後日 Van de Ven (1966) と ボゴモロフ（Fedor Bogomolov)Fedor Bogomolov (1978) により定数 3 を 8 と 4 へ置き換えた弱いバージョンが証明された。
アルマン・ボレル(Armand Borel)とフリードリッヒ・ヒルツェブルフ(Friedrich Hirzebruch)は、等号が保たれている無限に多くの場合を発見することにより、不等式が可能な限り保たれることを示した。不等式が成立しない場合は、標数が正の場合で、(Lang 1983) と Easton (2008) が一般化されたレノー曲面(generalized Raynaud surface)のような、成立しない場合の標数 p での曲面の例を与えた。

## 不等式の定式化
ボゴモロフ・宮岡・ヤウの不等式の伝統的な定式化は以下である。
X を一般型のコンパクトな複素曲面として、c1 = c1(X) と c2 = c2(X) をそれぞれ、曲面の複素接バンドルの第一チャーン類、第二チャーン類とすると、
{\displaystyle c_{1}^{2}\leq 3c_{2}.\,}
となり、さらに等号が成り立つ場合は、X は球の商空間である。等号のステートメントは、カラビ予想のヤウによる証明の基礎となった微分幾何学的アプローチの結果である。
{\displaystyle c_{2}(X)=e(X)} はトポロジカルなオイラー標数であり、{\displaystyle \sigma (X)} を第二コホモロジー上の交叉形式の符号とすると、トム・ヒルツェブルフの符号定理により、{\displaystyle c_{1}^{2}(X)=2e(X)+3\sigma (X)} である。従って、ボゴモロフ・宮岡・ヤウの不等式は、一般型曲面の位相形の制限として次の書くことが可能である。
{\displaystyle \sigma (X)\leq {\frac {1}{3}}e(X)\ .}
さらに、{\displaystyle \sigma (X)=(1/3)e(X)} であれば、普遍被覆は球である。
ネターの不等式とともに、ボゴモロフ・宮岡・ヤウの不等式は、複素曲面を探すことへ境界を与える。複素曲面として実現されるように写像の位相形を限定することから、曲面の地理学(geography of surfaces)が導かれる。一般型曲面を参照。

## c12= 3c2である曲面
X が {\displaystyle c_{1}^{2}=3c_{2}} を満たす一般型曲面であるとする。すなわち、ボゴモロフ・宮岡・ヤウの不等式において等号が成り立つ曲面とする。このとき、Yau (1977) により、 X は {\displaystyle {\mathbb {C} }^{2}} 内の単位球の無限離散群による商空間と同型であることが証明された。この等号が成り立つような曲面の例を探すことは困難である。Borel (1963) は、　c2
1 = 3c2 を満たすような無限に多くの値に対して、そのようなチャーン数を持つ曲面が存在することを示した。Mumford (1979) は、マンフォード曲面(Mumford surface)と呼ばれる c2
1 = 3c2 = 9 を満たす曲面を発見した。c2
1 + c2 は 12 で割り切れるのでこの値は可能な限り最小値である。さらに、Donald I. Cartwright and Tim Steger (2010) はちょうど 50個のマンフォード曲面が存在することを示した。
Barthel, Hirzebruch & Höfer (1987) は、例を発見する方法を与え、特に、c2
1 = 3c2 = 3254 である曲面 X を与えた。Ishida (1988) は c2
1 = 3c2 = 45 である曲面の商空間を発見し、この商空間の不分岐被覆をとると、全ての正の整数 k に対して c2
1 = 3c2 = 45k である曲面の例を与えた。
Donald I. Cartwright and Tim Steger (2010) は、全ての正の整数 n に対し、c2
1 = 3c2 = 9n である曲面の例を与えた。